# Pierre-Barthélémy Portal d'Albarèdes
Pour les articles homonymes, voir Portal.
Pierre-Barthélémy Portal d'Albarèdes, baron Portal, né le 30 octobre 1765 à Montauban, dans le quartier des Albarèdes, mort le 11 janvier 1845 à Bordeaux, est un homme politique français issu d'une famille protestante de Guyenne.
Ministre de la Marine de 1818 à 1821, il permet à la France de retrouver une marine digne par une politique de relance des constructions navales, de décuplement de l'armement et d'augmentation budgétaire, aboutissant à une flotte de 240 bâtiments en 1822, dont 46 vaisseaux et 34 frégates.

## Biographie

### Projet de conquête du Panama
Avec les commerçants de Kingston, capitale actuelle de la Jamaïque, l'espion et ancien ministre de la police de l'État libre de Carthagène des Indes en Colombie Benoît Chassériau (il deviendra le premier diplomate français auprès de la Colombie en 1824), les corsaires Jean-Baptiste Pavageau, Jean-Baptiste de Novion et Louis-Michel Aury imaginent en 1820 de conquérir le Panama alors encore une possession de l’Espagne. Ce projet vise à donner à la France le moyen de renforcer et sécuriser son commerce dans cette région du monde. Consulté officieusement, alors ministre de la Marine et des Colonies, Pierre-Barthélémy Portal d'Albarèdes, décline leur offre audacieuse .

### Carrière
Armateur, Pierre-Barthélémy Portal avait créé en 1789 une maison d'import-export sous la dénomination Portal, Larroder et Cie.
Il est membre du Conseil du commerce (1801), puis de la Chambre de commerce de Bordeaux au début de sa création (1803). Il est ensuite ministre de la Marine et des Colonies (décembre 1818 - décembre 1821). Il a également été juge au tribunal de commerce, maire de Bordeaux, député pour le commerce de Bordeaux pour réclamer la restitution des marchandises saisies par les navires américains. Nommé maître des requêtes par Napoléon en 1811, puis restitué à ce poste par Louis XVIII, député de Tarn-et-Garonne et baron héréditaire par lettres patentes en 1818. Il occupe les fonctions de régent de la banque de Bordeaux. Il est fait baron-pair héréditaire par lettres de 1821.

## Effigies
Le musée des beaux-arts de Bordeaux conserve un buste de Portal dû au sculpteur Dominique Fortuné Maggesi.
La bibliothèque universitaire de droit de Bordeaux a reçu en legs l'essentiel de sa bibliothèque juridique.
Un autre buste, ainsi qu'un portait en peinture du baron existent également au Château d'Urtubie, au Pays basque. 
Il est le frère de Paul Portal, président de la Chambre de commerce de Bordeaux. Son petit-fils, le comte Stanislas d'Escayrac Lauture, explorateur français, écrivit d'intéressantes relations de ses voyages.

## Distinctions
- Grand-croix de la Légion d'honneur, 31 octobre 1828[3].

### Sources bibliographiques
- Pierre-Barthélémy Portal d'Albarèdes, Mémoires du baron Portal, Paris, Amyot, 1846, 378 p.
- Prosper Levot, A. Doneaud, Les gloires maritimes de la France. Notices biographiques sur les plus célèbres marins, Arthus Bertrand éditeur, Paris, 1866, p. 410-412 (lire en ligne)
- (it) Emanuele Portal, Pierre Barthélemy d'Albarèdes, baron de Portal, cenno storico sulla famiglia Portal di Francia (1204-1896). Seguito da un albero genealogico, Palerme, Alberto Reber, 1896, 37 p. (OCLC 320147766)
- Jean Chrétien Ferdinand de Hoefer, Nouvelle biographie générale, Firmin-Didot, 1862, p. 850-851
- « Pierre-Barthélémy Portal d'Albarèdes », dans Adolphe Robert et Gaston Cougny, Dictionnaire des parlementaires français, Edgar Bourloton, 1889-1891 [détail de l’édition]